# POWER STATION HOT40
『POWER STATION HOT40』（パワー・ステーション・ホットフォーティー）は、福井エフエム放送（FM福井）で2000年4月7日から2019年9月27日まで放送されていた音楽ランキング番組である。
毎週金曜 17:00 - 19:55の放送。DJは松川秀仁と白木裕子。

## 概要
福井県内の音楽チャートを、40位からのカウントダウン形式で紹介。チャート発表だけではなく、リスナー参加による「NEW ENTRY いったい何曲!?大作戦ー!!」「メール面白選手権!〜MOVIE X FILE〜」などのコーナーもある。2008年4月から、ラブリーパートナー エルパ（福井市大和田町）1階にある「L-sta」（FM福井のサテライトスタジオ、後に2階のフードコート内へ移設）にて公開生放送をしていた。番組コーナーのひとつに「白木裕子の音楽室」があり、通常は白木の独断で選んだ曲を紹介しているが、たまに特別版として白木が歌を披露することもある。
開局25周年を機に大幅な番組改編があり、2009年3月で藤田佳代が卒業。新DJは元ナチュラル ハイの白木裕子。2011年3月の改編でタナベマサキが卒業。同年4月1日放送より、新DJは松川となる。
2019年9月27日の放送をもって番組が終了。19年半の歴史に幕を閉じた（放送期間はFM福井の番組で最長）。また同時にサテライトスタジオも閉鎖となっている。

## 放送時間
- 放送開始 - 2000年6月30日：18:00 - 19:55
- 2000年7月7日 - 2009年3月27日：17:35 - 19:55
- 2009年4月3日 - 2019年9月27日：17:00 - 19:55
  - 途中、17:55から『FM福井ニュース』（福井新聞ニュース）を放送するため、一時中断。